# O Poder das Trevas
O Poder das Trevas (em russo:  Власть тьмы, Vlast′ t′my) é um drama de cinco atos de Liev Tolstói. Escrita em 1886, a produção da peça foi proibida na Rússia até 1902, principalmente por influência de Konstantin Pobedonostsev. Apesar do banimento, a peça foi produzida não oficialmente e lida inúmeras vezes.

## Visão geral
Um camponês, Nikita, trabalhador rural de outro camponês rico, seduz uma jovem órfã e a abandona pela esposa de seu senhor, Anisya, que envenena seu marido, já doente, para se casar com Nikita. Ao mesmo tempo, ele tem um caso com a filha de Anisya e acaba engravidando-a (ou seja, sua nova enteada). Sob a influência da esposa e da mãe, ele assassina o recém-nascido. No dia do casamento da enteada, ele se entrega e confessa à polícia.

## História da produção
O pioneiro do teatro francês André Antoine encenou La Puissance des Ténèbres—uma tradução francesa da peça, de Pavlovsky e Oscar Méténier—em Paris, no Théâtre Montparnasse, em 10 de fevereiro de 1888, com grande aclamação. Constantin Stanislavski, o praticante de teatro russo, queria encenar a peça em 1895; ele persuadiu Tolstói a reescrever o quarto ato nas linhas sugeridas por Stanislavski, mas a produção não se concretizou. Ele finalmente encenou com seu Teatro de Arte de Moscou em 1902. Essa produção estreou em 5 de dezembro e teve algum sucesso. Stanislavski, no entanto, foi duramente crítico, particularmente de seu próprio desempenho como Mitrich. Anos mais tarde, em sua autobiografia Minha Vida na Arte, ele escreveu:
| “ | O realismo só se torna naturalismo quando não é justificado por dentro pelo artista. [...] [O] realismo externo da produção de O Poder das Trevas revelou a ausência de justificativa interna naqueles de nós que atuávamos nele. O palco foi tomado por coisas, objetos, eventos externos banais [...] que esmagaram o significado interno da peça e dos personagens. | ” |

O ator Jacob Adler teve um sucesso em Nova Iorque em 1904 com sua própria tradução em iídiche—a primeira produção bem-sucedida de uma peça de Tolstói nos Estados Unidos.

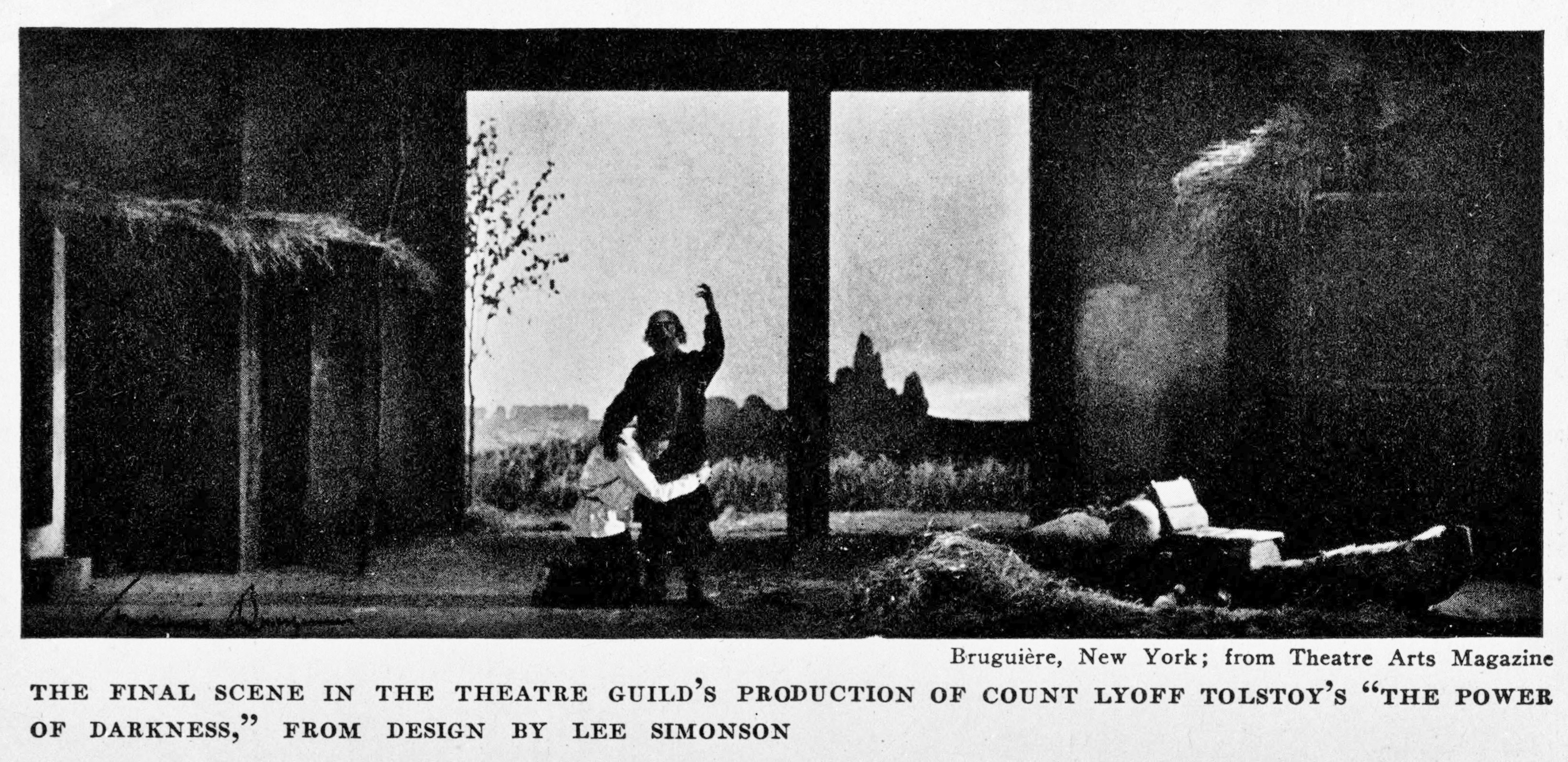
A cena final, 1922

Em 1923, o diretor de teatro épico alemão Erwin Piscator encenou a peça em seu "volksbühne proletário" (um rival do Volksbühne), em Berlim. "Nossa intenção", escreve Piscator, "era avançar em direção a uma mensagem política de uma ampla base artística." A produção estreou em 19 de janeiro no Central-Theater na Alte Jakob Strasse. Tendo almejado "o maior realismo possível na atuação e na decoração", Piscator descreveu sua produção como "totalmente naturalista". Herbert Ihering aprovou sua tentativa de trazer drama sério a preços baixos para o público da classe trabalhadora, embora pensasse que sua atenção aos detalhes naturalistas desviava a atenção do significado central da peça.
A Mint Theatre Company encenou uma produção da peça na cidade de Nova Iorque em 2007. Eles usaram uma nova tradução do diretor Martin Platt.

## Filmes
Além de ser encenada em todo o mundo, a peça foi filmada diversas vezes.
- O Poder das Trevas (filme de 1909), filme mudo russo perdido, dirigido por Pyotr Chardynin, que também interpretou Nikita. Chardynin filmou outra versão, em 1915, também perdida.
- Em 1918, foi filmado por Arthur Wellin, intitulado Die Macht der Finsternis com Aleksandër Moisiu como Nikita.[12]
- O Poder das Trevas (filme de 1924), filme mudo alemão dirigido por Conrad Wiene
- O Poder das Trevas (filme de 1979), filme argentino dirigido por Mario Sábato

## Obras citadas
- Adler, Jacob. 1999. A Life on the Stage: A Memoir. Translated by Lulla Rosenfeld. New York: Knopf. ISBN 0-679-41351-0.
- Benedetti, Jean. 1999. Stanislavski: His Life and Art. Revised edition. Original edition published in 1988. London: Methuen. ISBN 0-413-52520-1.
- Piscator, Erwin. 1980. The Political Theatre. Trans. Hugh Rorrison. London: Methuen. ISBN 0-413-33500-3. Originally published in 1929; revised edition 1963.
- Rorrison, Hugh. 1980. Editorial notes. In Piscator (1980).
- Willett, John. 1978. The Theatre of Erwin Piscator: Half a Century of Politics in the Theatre. London: Methuen. ISBN 0-413-37810-1.